# Plage de Copacabana
Pour les articles homonymes, voir Copacabana (homonymie).
La plage de Copacabana (surnommée la Princesse des Mers, Princesinha do Mar, en portugais brésilien) est une plage de 4,5 km du quartier de Copacabana, de Rio de Janeiro au Brésil. Considérée comme l'une des plages les plus célèbres du monde, elle est un des emblèmes touristiques de la ville, avec entre autres la statue du Christ Rédempteur du Corcovado, ou le mont du Pain de Sucre.

## Histoire
Copacabana était un village de pêcheur difficile d’accès, à l'entrée de la baie de Guanabara, jusqu'à l'ouverture d'un premier túnel Velho (vieux tunnel) de 1892, pour relier et développer ce nouveau quartier à Rio,. 

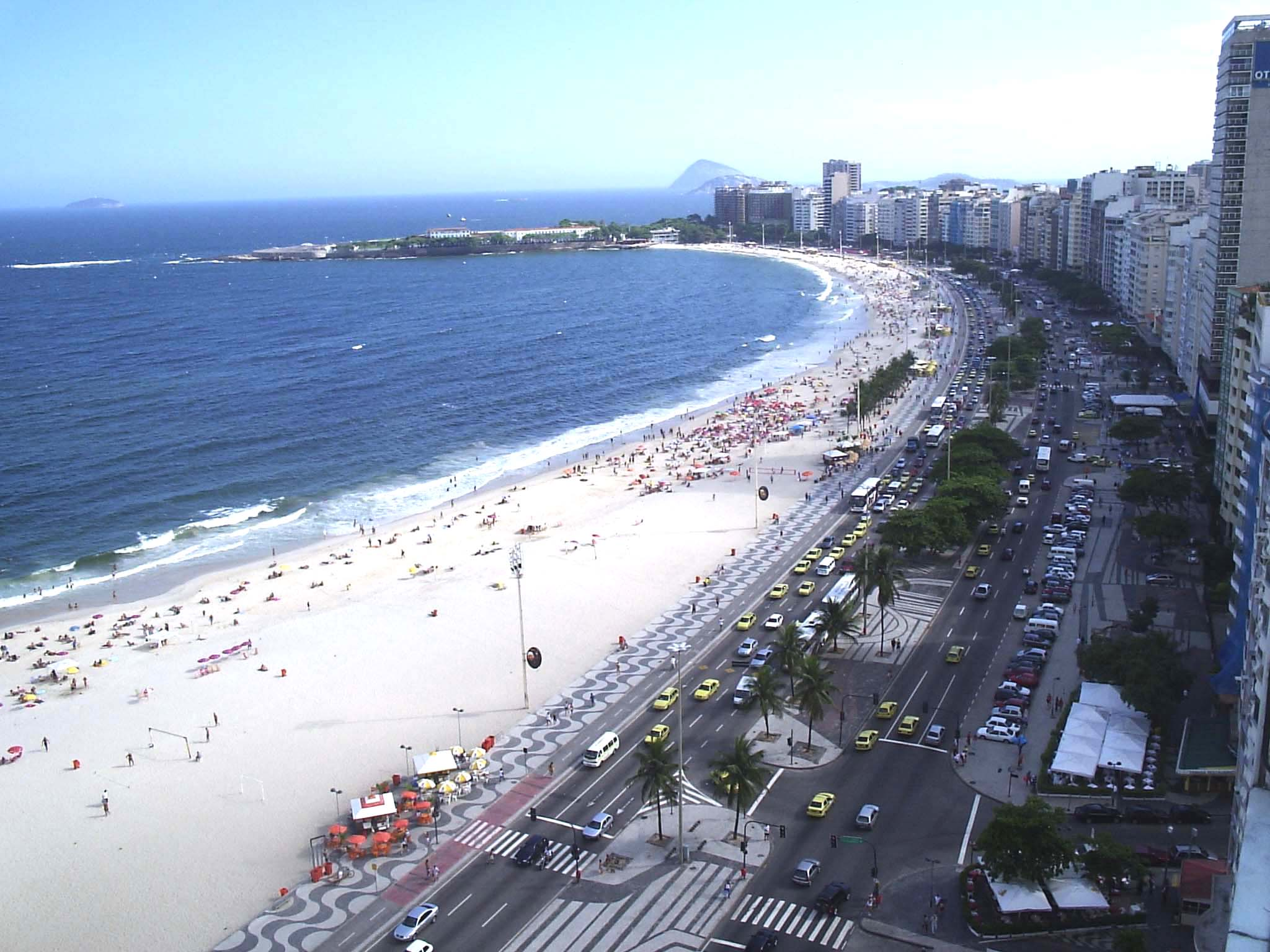
Plage de Copacabana.
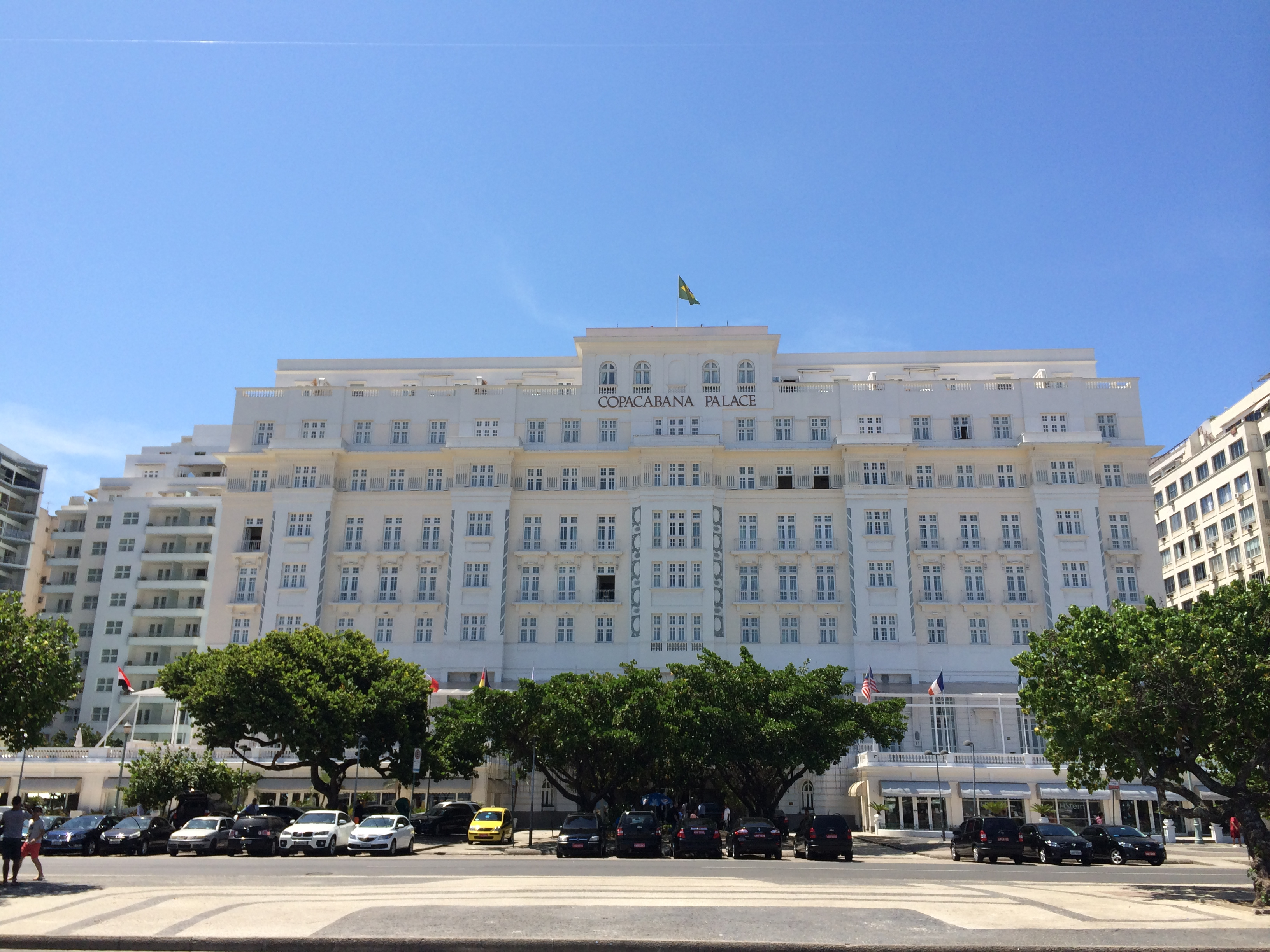
Copacabana Palace de Copacabana.
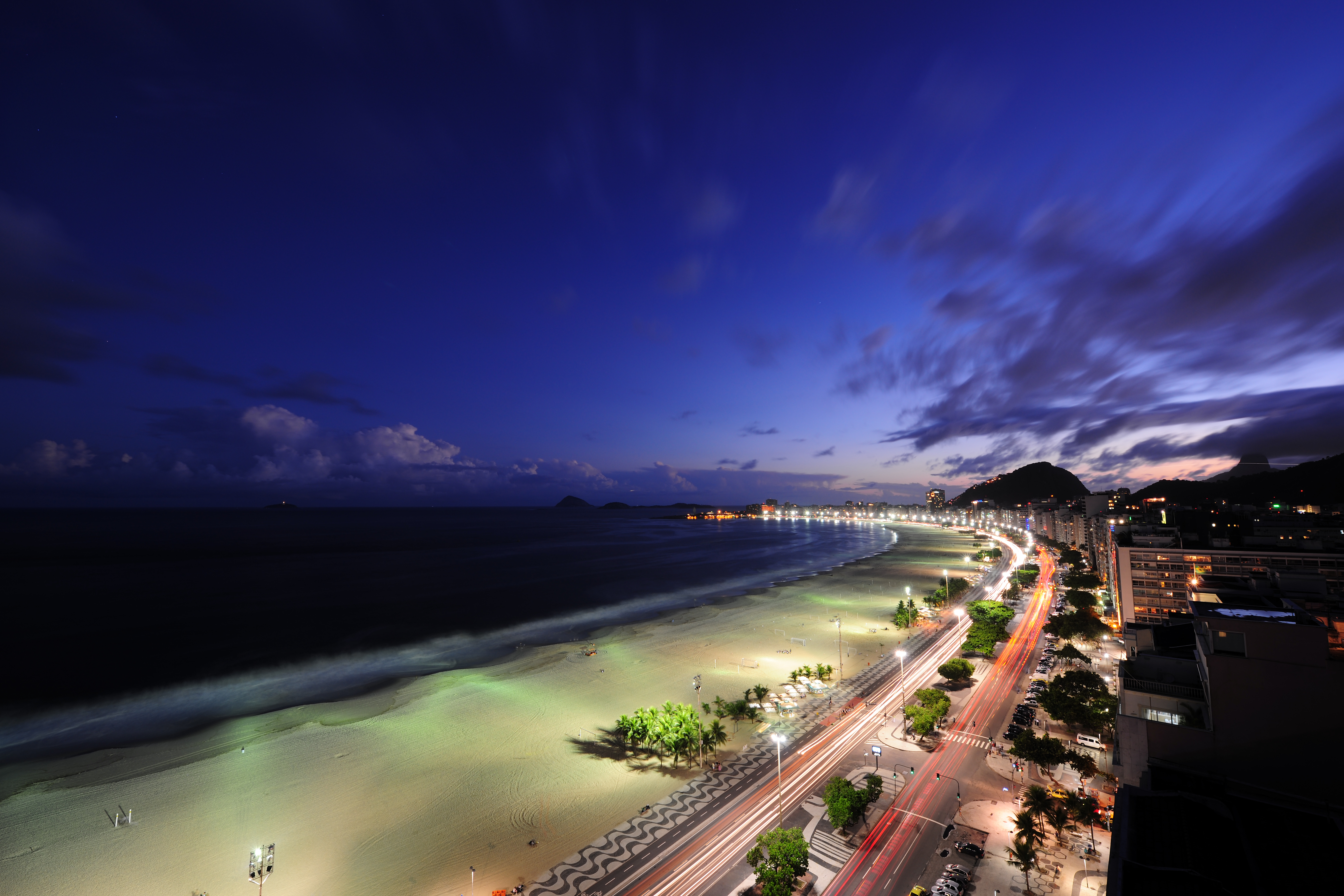
De nuit.

Cette plage mythique et pittoresque de sable blanc en contraste avec l'eau verte émeraude de l'océan, longe l'avenue Atlântica (pt) du bord de mer du quartier de Copacabana, au sud de la ville, s'étendant en demi-lune sur 4,5 km (sur 36 km de plages de Rio de Janeiro) des quartiers Leme jusqu'à l'Arpoador, face à la baie de Rio,,.

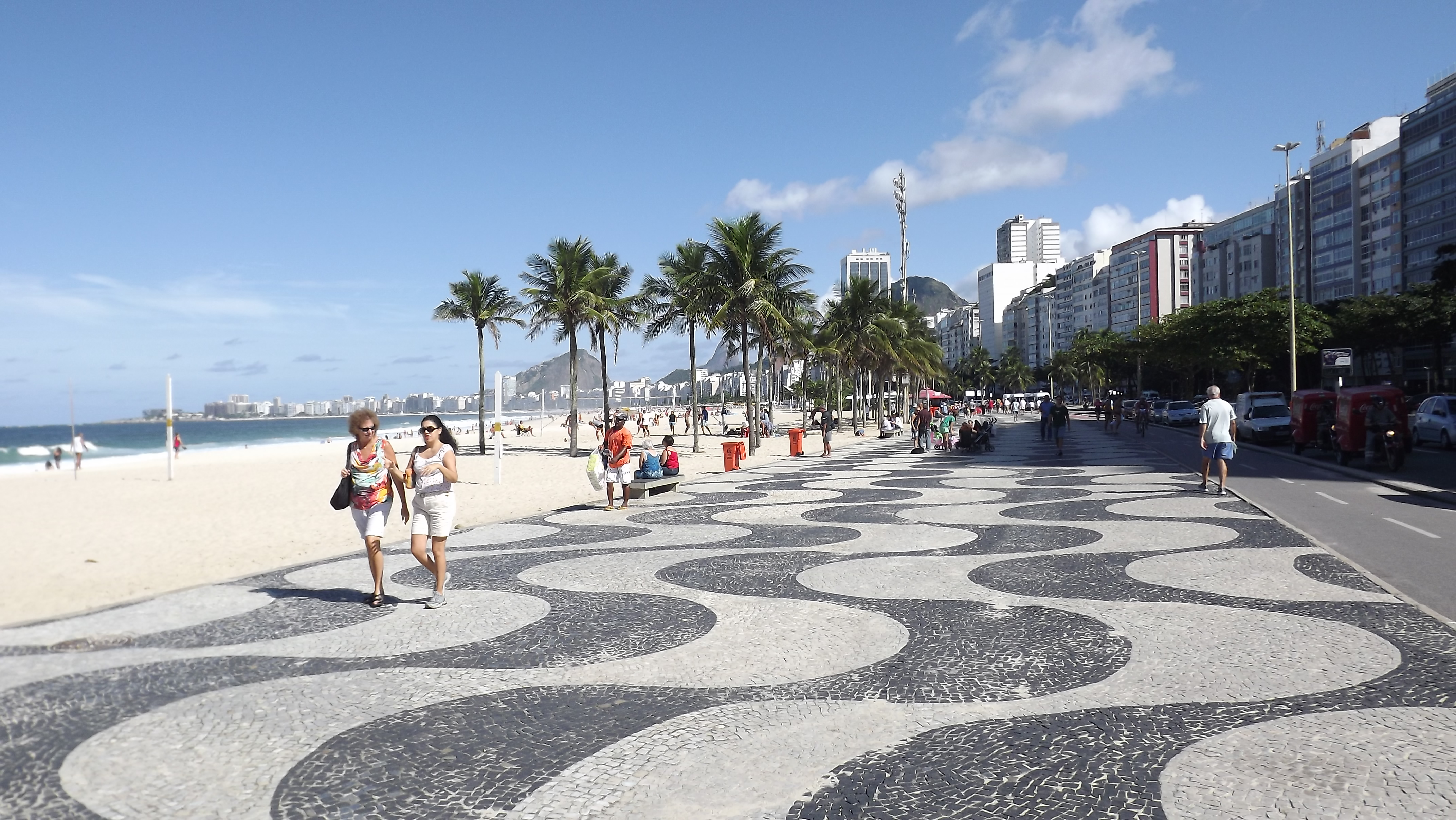
Calçadão de Copacabana (pt).
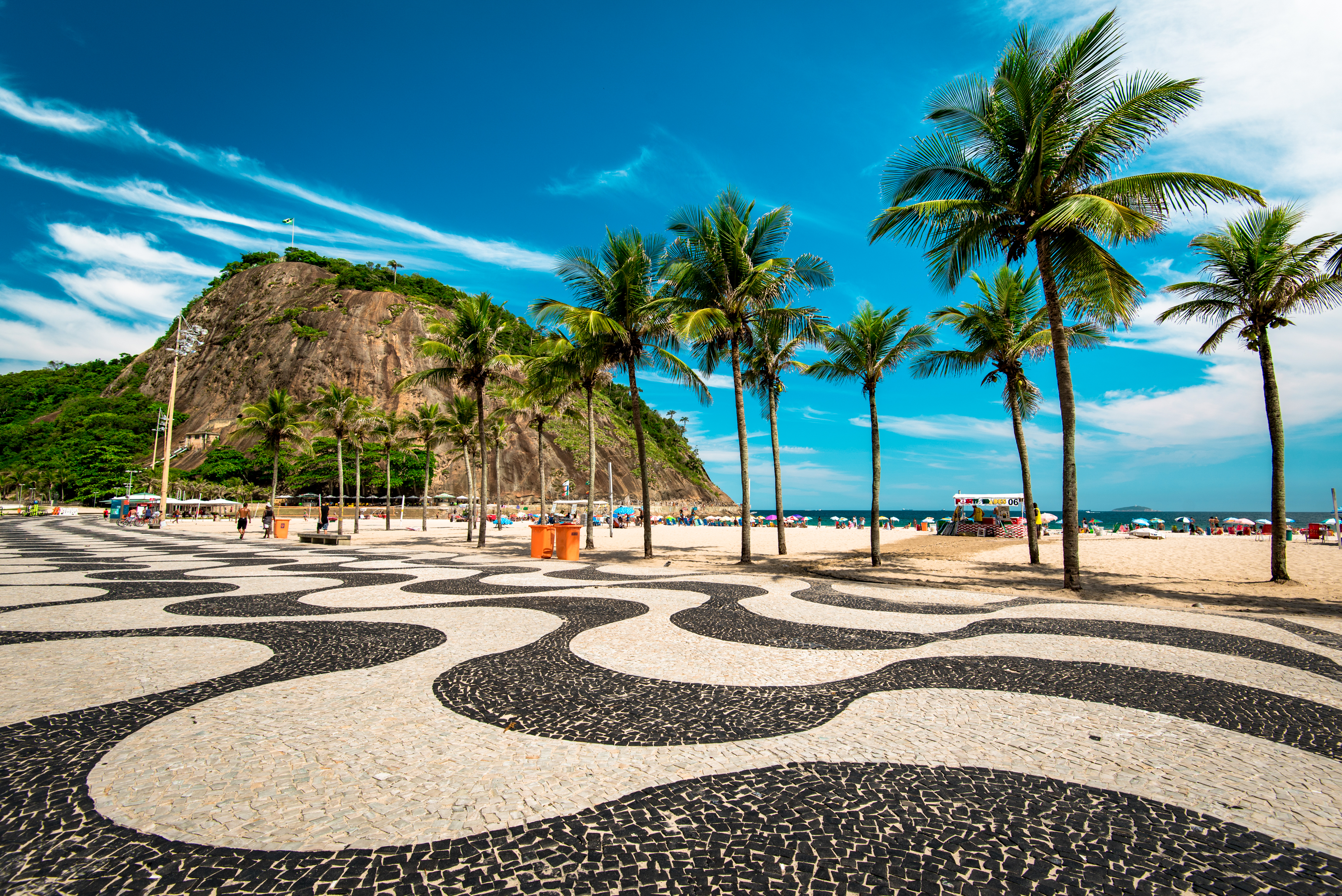
Palmiers.

Le Copacabana Palace de style néoclassique Art déco Belle Époque des années 1930, est bâti en 1923 au milieu de la plage de Copacabana, plus ancien hôtel de luxe d'Amérique du Sud, construit selon les plans de l'architecte français Joseph Gire, avec à l'extrémité sud de la plage le fort de Copacabana de 1908.

## Événements et affluence
La plage est le lieu de nombreux événements et manifestations.

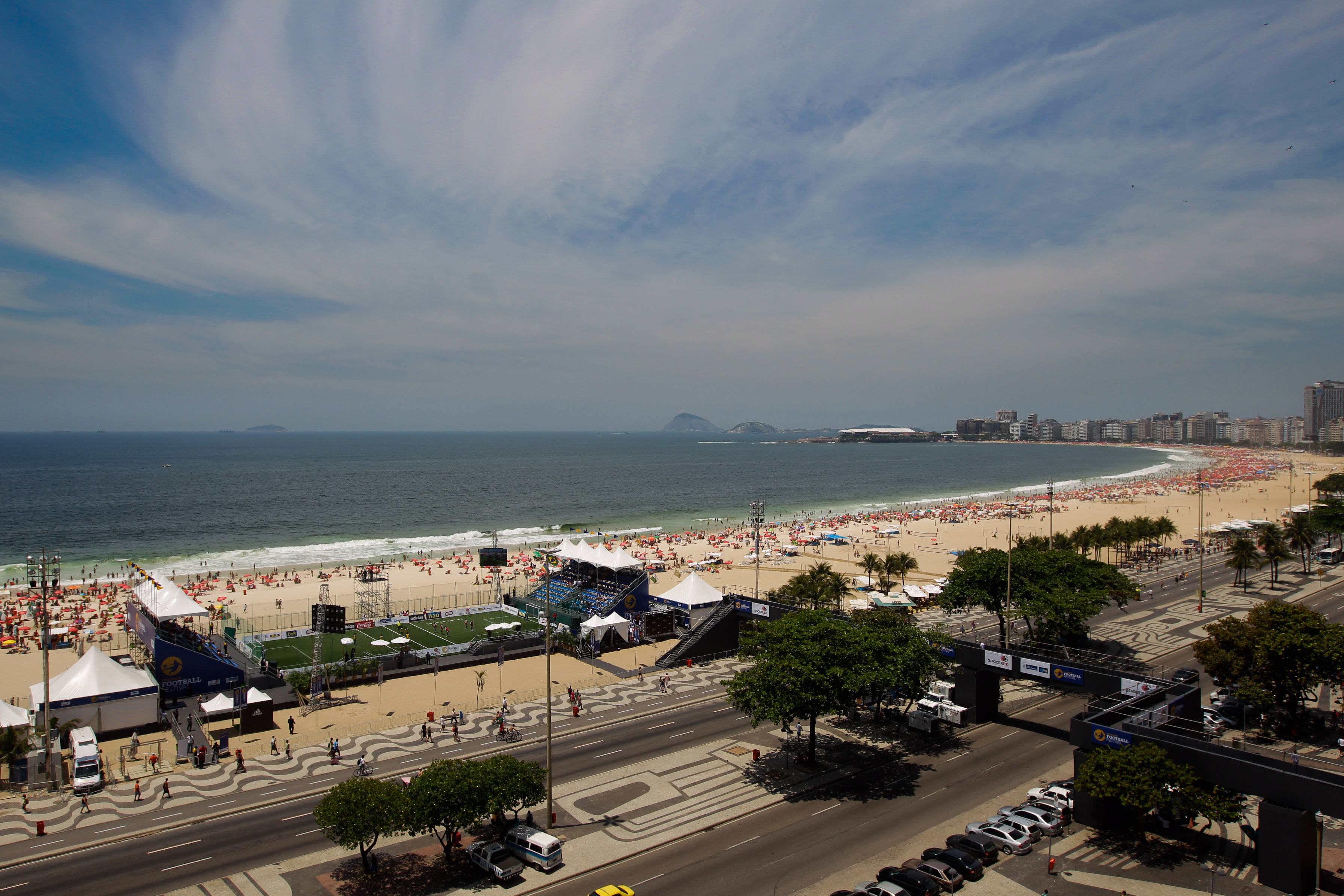

Le soir du réveillon de la Saint-Sylvestre, un gigantesque feu d'artifice est tiré devant environ deux millions de personnes habillées en blanc. Comme le veut la tradition, à minuit, des fleurs sont jetées dans l'océan.

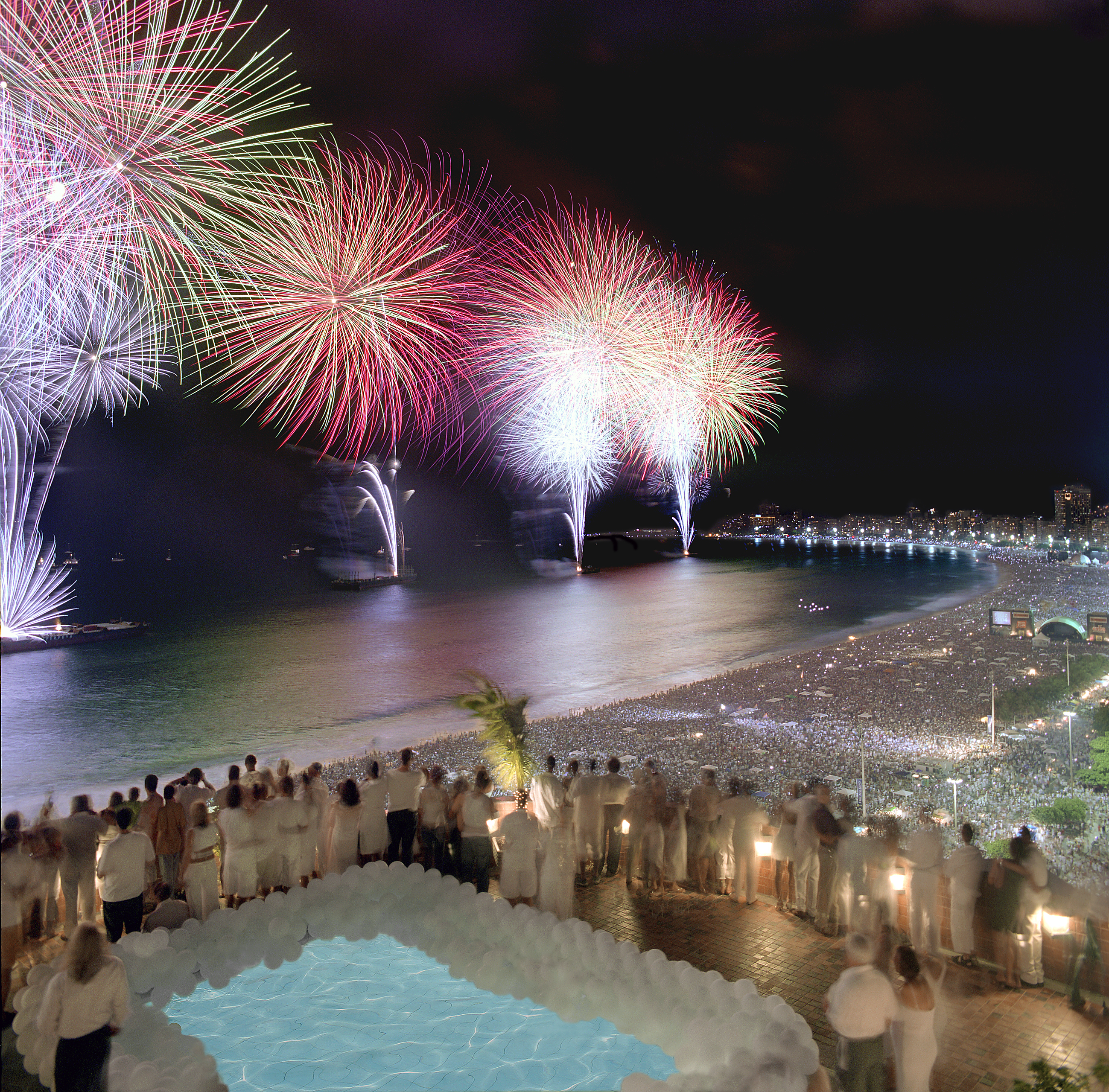
Feu d'artifice du réveillon de la Saint-Sylvestre sur la plage de Copacabana.

La plage est le lieu de plusieurs événements sportifs internationaux, tels que les championnats du monde de beach soccer ou de volley-ball. Elle accueille les épreuves de volleyball de plage, de natation en eau libre et de triathlon des Jeux olympiques d'été de 2016.
Parmi les événements ayant rassemblé le plus de monde sur la plage, on peut citer le concert des Rolling Stones du 18 février 2006 qui a rassemblé plus d'un million de personnes, les festivités du Nouvel an qui peuvent rassembler plus de deux millions de personnes, ou encore le concert de Madonna du 4 mai 2024, ayant rassemblé 1,5 million de personnes, lors duquel elle conclut sa tournée mondiale The Celebration Tour.

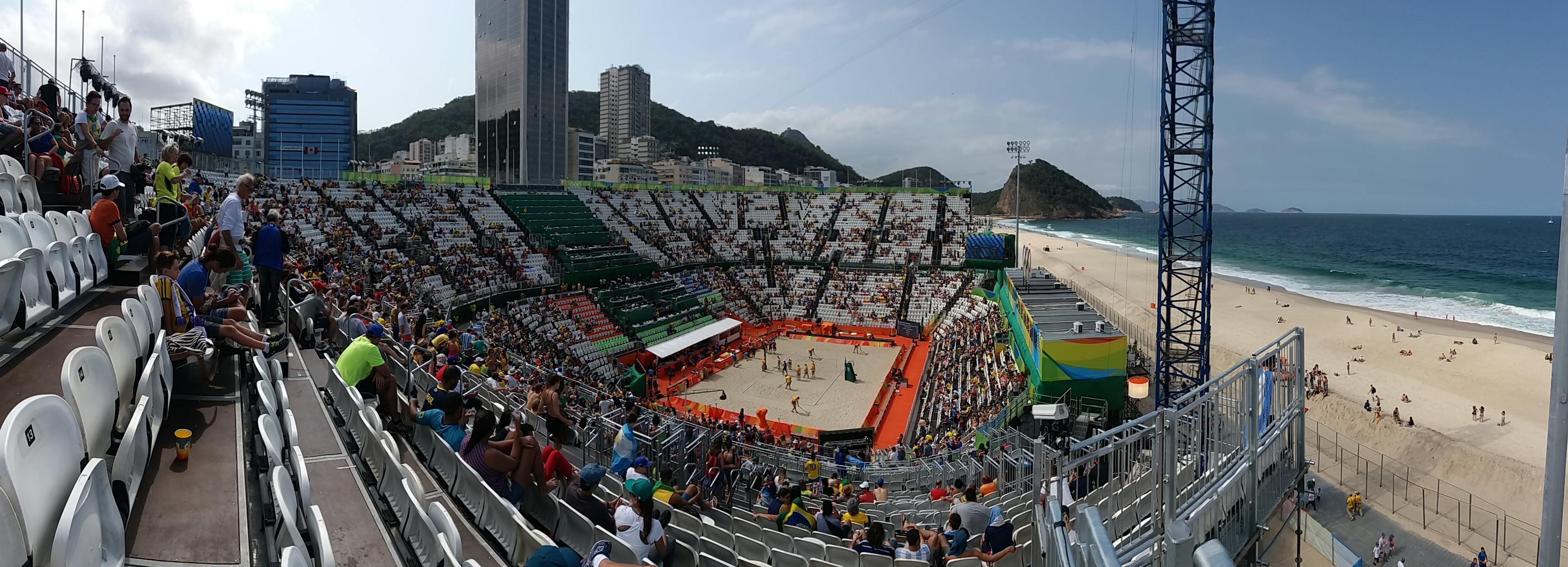
Copacabana Stadium

Le 28 juillet 2013, le pape François a célébré sur la plage la messe de clôture des Journées mondiales de la jeunesse 2013, à laquelle plus de trois millions de personnes ont participé.
De mai à juin 2014, l'exposition de la « United Buddy Bears » sur la promenade de Copacabana a attiré plus d'un million de visiteurs. Plus de 140 ours représentaient de nombreux pays reconnus par les Nations unies. Chaque Buddy Bear de 2 m de haut avait été conçu individuellement par un artiste de chaque pays.

## Monuments
- 1908 : Fort de Copacabana
- 1923 : Copacabana Palace
- 2016 : Copacabana Stadium (en)

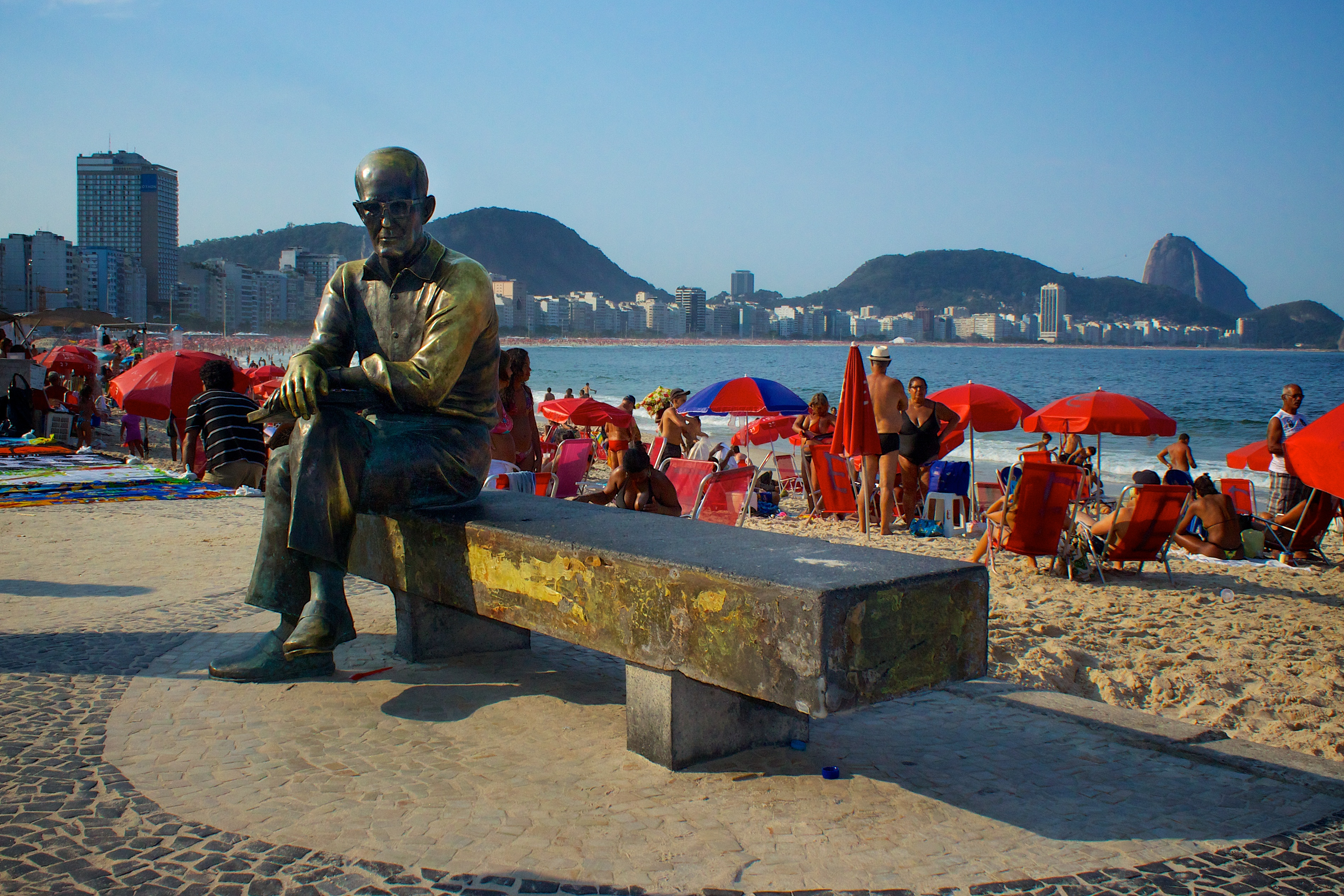
Statue du poète brésilien Carlos Drummond de Andrade.

- Promenade de Copacabana (calçadão de Copacabana (pt)) de l'architecte-paysagiste Roberto Burle Marx, en mosaïques de dalles à motifs en forme de mouvements vagues géométriques noirs et blancs, au bord de l'Avenida Atlântica (en).
- Statue du pilote brésilien Ayrton Senna, victorieux sur un podium de Grand Prix, avec le drapeau du Brésil, en face du Copacabana Palace.
- Statue du poète brésilien Carlos Drummond de Andrade

## Musique

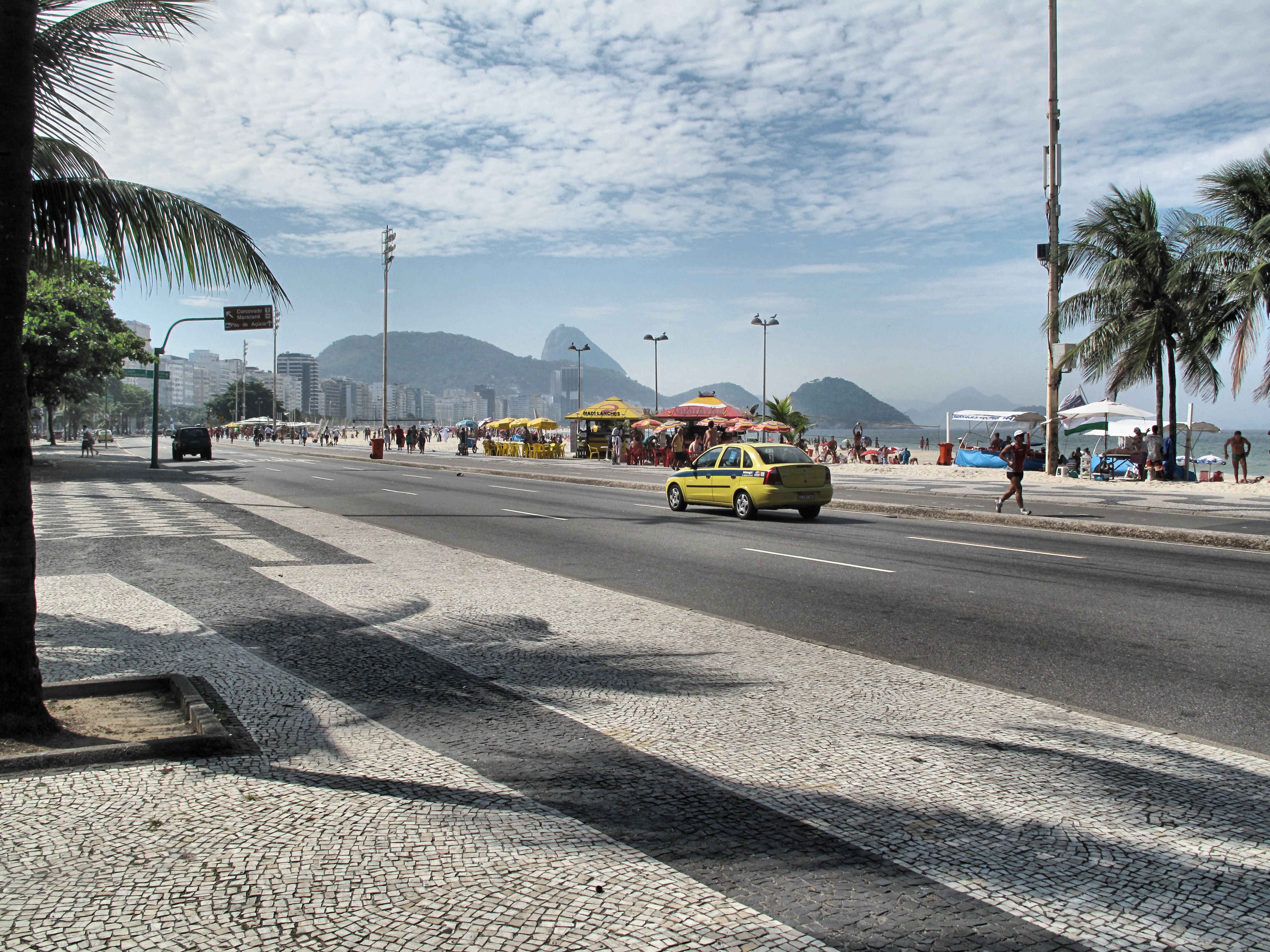
Avenida Atlântica.

- 1978 : Copacabana (At the Copa), chanson de Barry Manilow[7].
- 1988 : Essa Moça Tá Diferente (Cette fille est différente) de Chico Buarque. Clip du tube de l'été 1988[8].

## Cinéma et télévision
- 1964 : L'Homme de Rio, de Philippe de Broca, avec Jean-Paul Belmondo[9]
- 1970 : Copacabana mon amour, de Rogério Sganzerla
- 2010 : Les Plages des Sixties : Copacabana, film documentaire d'Emmanuel Blanchard, Emmanuelle Noblécourt et Samuel Lajus, France, 2010, 44'